# Domoszló
Domoszló község Heves vármegye Gyöngyösi járásában.

## Fekvése
A község a Gyöngyösi járásban, a Mátra déli oldalának egyik mély völgyében fekszik. A települést a Závoza-patak szeli ketté. A falu határában található az ország egyik legtisztább vízű, háborítatlan környezetű mesterséges horgászó tava, melyet a hegyekben eredő Berek-patak vize táplál. A falu a 2416-os és a 2418-as utak találkozásánál fekszik Budapesttől 97 km-re, Gyöngyöstől 19 km-re.

## Története
Nevét a XI. szádban élő Domoszló (Damazlaus) hercegről kapta, aki a pécsváradi apátságnak ajándékozta Fegyvernek és és Markaz birtokokat. Az utóbbi keleti részén létesült Domoszló falu, amelyet daróc, tehát vadbőrrel adózó szolgálónépek lakták. A 13. század elején Hevesújvárhoz tartozó királyi várbirtok volt. 1263 előtt V. István ifjabb király az Aba nemzetséghez tartozó II. Kompolt ispánnak adta, majd az adományt 1263-ban újabb oklevéllel erősítette meg. IV. László király 1274-ben, majd III. András király 1291-ben kelt újabb oklevelei Kompolt fiait, Pált és Pétert erősítették meg a Domoszló birtokában, III. András újabb oklevele 1294-ben azonban már csak Pétert (élt 1273–1318 között) említette. Miután ezt követően a falu határában vasbányászatba kezdtek, a király 1296-ban szabad odaköltözést engedett a megtelepő „vendégeknek” (hospites). Kompolt fia Péter a 13. század végén III. András király támogatójaként az ország főrendjei közé tartozott, a tárnokmester és a sebesi ispán tisztségét is betöltötte. Ő építette föl a 13. század végén Domoszló határában Oroszlánkő várát. Területét, az Oroszlánhegyet (Wrwzlanhege in silva Matra) 1289-ban Verpeléti Demeter fia Leusták adta át Péternek, a Boconád melletti Ányás faluért cserébe.
Péter három fia 1325-ben osztozott meg az apai örökségen. Oroszlánkőt közös birtoknak hagyták. Domoszlót, valamint Visznek és Lovász-Nána falvakat és Gyanda fele részét Gergely (1320–1337), a Domoszlay család őse kapta. Ez az oklevél említette először a domoszlói Szent Demeter templomot is.
1468-ban Domoszló Kompolthi Miklós birtoka volt, de Kompolthi János leányának, Margitnak fiai ugyancsak részt követelnek belőle, majd 1489-ben Kompolthi Erzsébet fiai, az alsólendvai Bánffy családból valók lendvai Bánffy Miklós és Jakab követelik itteni birtokrészüket a Kompolthiaktól. 1522-ben Országh Mihály négy fia és a Kompolthiak között kölcsönös örökösödési szerződés jött létre, melynek értelmében a Kompolthiak kihaltával Domoszló az Országh családra szállt. 1549-től Országh Kristóf birtoka, ekkor 7, majd 1554-ben 6, 1564-ben pedig 8 portát írtak  össze a településen, 1635-ben 2, 1647-ben 1, 1675-ben fél portája volt. 1693-ban, mint pusztabíró, báró Haller Samu, 1741-ben pedig a Nyáry család birtoka volt, majd a 19. század elején a báró Baldacci, a gróf Esterházy és más családok birtoka.
1910-ben 2391 lakosából 2380 magyar volt. Ebből 2356 római katolikus, 31 izraelita volt.
A 20. század elején Heves vármegye Gyöngyösi járásához tartozott.

## Nevezetességei
- Szent Demeter római katolikus templom, a 18. században épült, barokk stílusban.
- Millecentenáriumi emlékpark, 1996-ban avatták föl.
- Tarjánka-szurdok
- Oroszlánvár (vagy Oroszlánkő) (13–16. század). A kis területű hegyi vár romjai Domoszlótól öt és fél kilométerre északnyugatra a Mátra középső részén, 602 méteres magasságban találhatóak találhatóak. Az Aba nemzetségbe tartozó Kompolt fia Péter építtette a 13. század végén. A későbbiekben Péter fia Gergely utódai, a Domoszlay család tagjai birtokolták, majd 1418-as kihalásukkal a rokon Kompolthyakra szállt a tulajdonjog. 1522-ben örökösödési szerződés útján az Országh család birtokába került. A család tagjai 1548 és 1560 között egyezséggel zárult pert folytattak egymás ellen a vár birtoklása miatt. Tinódi Lantos Sebestyén 1548-ban históriás énekében a végvárak között sorolta fel. 1570-ben enyingi Török Ferenc, Országh Borbála férje lett a vár birtokosa, uradalmának központját ekkor Oroszlánvár képezte. Ezután többé nem említik, valószínűleg a törökök rombolhatták le a 16. század végén.

## Nevezetes lakói
- Domoszlón született Klampaczky Alajos (1820–1901) római katolikus plébános, egyházi író
- Domoszlón töltötte élete végét Reiszner Gizella (1893–1970), Ali Ahmed Mirzáné perzsa hercegnő
- Domoszlón kezdte a játékot Horváth László (1966–2017) Magyar Kupa-győztes, kétszeres magyar bajnoki ezüstérmes labdarúgó
- Domoszlón élt gyermekkorában Bozók Ferenc (*1973) piarista szerzetes, költő, esszéíró
- A községben alakult meg 2004-ben a Road zenekar.

## Közélete

### Polgármesterei
- 1990–1994: Krizsó Sándor (független)[5]
- 1994–1998: Krizsó Sándor (független)[6]
- 1998–2002: Krizsó Sándor (független)[7]
- 2002–2006: Gyurkó Béla (független)[8]
- 2006–2010: Gyurkó Béla (független)[9]
- 2010–2014: Havelant István (Fidesz–KDNP)[10]
- 2014–2017: Havelant István (Fidesz–KDNP)[11]
- 2017–2019: Paulenka Richárd (Fidesz–KDNP)[12][13]
- 2019–2024: Paulenka Richárd (Fidesz–KDNP)[14]
- 2024– : Paulenka Richárd (Fidesz–KDNP)[1]

A településen 2017. június 25-én időközi polgármester-választást kellett tartani, mert az előző polgármester, Havelant István az év márciusában elhunyt. Az időközi választáson öt jelölt indult, de a győztes jelölt egymaga is megszerezte a szavazatok abszolút többségét.

## Népesség
A település népességének változása:
| Lakosok száma | 2006 | 1988 | 1955 | 1873 | 1874 | 1828 | 1809 |
|               | 2013 | 2014 | 2015 | 2021 | 2022 | 2023 | 2024 |

2001-ben a település lakosságának 99%-a magyar, 1%-a cigány nemzetiségűnek vallotta magát.
A 2011-es népszámlálás során a lakosok 89,7%-a magyarnak, 0,2% bolgárnak, 3,3% cigánynak, 0,4% németnek, 0,4% románnak mondta magát (10,2% nem nyilatkozott; a kettős identitások miatt a végösszeg nagyobb lehet 100%-nál). A vallási megoszlás a következő volt: római katolikus 68,9%, református 3,4%, görögkatolikus 0,2%, felekezeten kívüli 6,2% (20,2% nem nyilatkozott).
2022-ben a lakosság 91,5%-a vallotta magát magyarnak, 1,1% cigánynak, 0,4% németnek, 0,3% szlováknak, 0,2% románnak, 0,1-0,1% lengyelnek, horvátnak, bolgárnak, ruszinnak és ukránnak, 1,9% egyéb, nem hazai nemzetiségűnek (8,5% nem nyilatkozott; a kettős identitások miatt a végösszeg nagyobb lehet 100%-nál). Vallásuk szerint 42,3% volt római katolikus, 2,8% református, 0,3% görög katolikus, 0,1% evangélikus, 0,1% ortodox, 2,1% egyéb keresztény, 0,5% egyéb katolikus, 8,7% felekezeten kívüli (43,1% nem válaszolt).

## Domoszlói Sport Kör
A Domoszlói Sport Kör 1949-alakult, a csapat a  2016-17-es szezonban a megyei III. osztályban szerepel.
Eredményei megyei bajnokságokon:
- 2000-01-es bajnokság. Megyei III. osztály 3. hely
- 2001-02-es bajnokság. Megyei III. osztály 1. hely
- 2002-03-as bajnokság. Megyei II. osztály 3. hely
- 2003-04-es bajnokság. Megyei II. osztály 2. hely
- 2012-13-as bajnokság. Megyei II. osztály 1. hely